# Championnat du Maroc de basket-ball de troisième division
Le Championnat du Maroc de basket-ball de troisième division est appelé Nationale 2.